# Токарі (Гірськомарійський район)
Токарі́ (рос. Токари, марій. Такыр) — присілок у складі Гірськомарійського району Марій Ел, Росія. Входить до складу Кузнецовського сільського поселення.

## Населення
Населення — 135 осіб (2010; 187 у 2002).
Національний склад (станом на 2002 рік):
- гірські марійці — 92 %